# گورمت فودز
گورمت فودز (انگلیسی: Gourmet Foods) شرکت صنایع غذایی پاکستانی است، که در سال ۱۹۸۷ تأسیس شد.

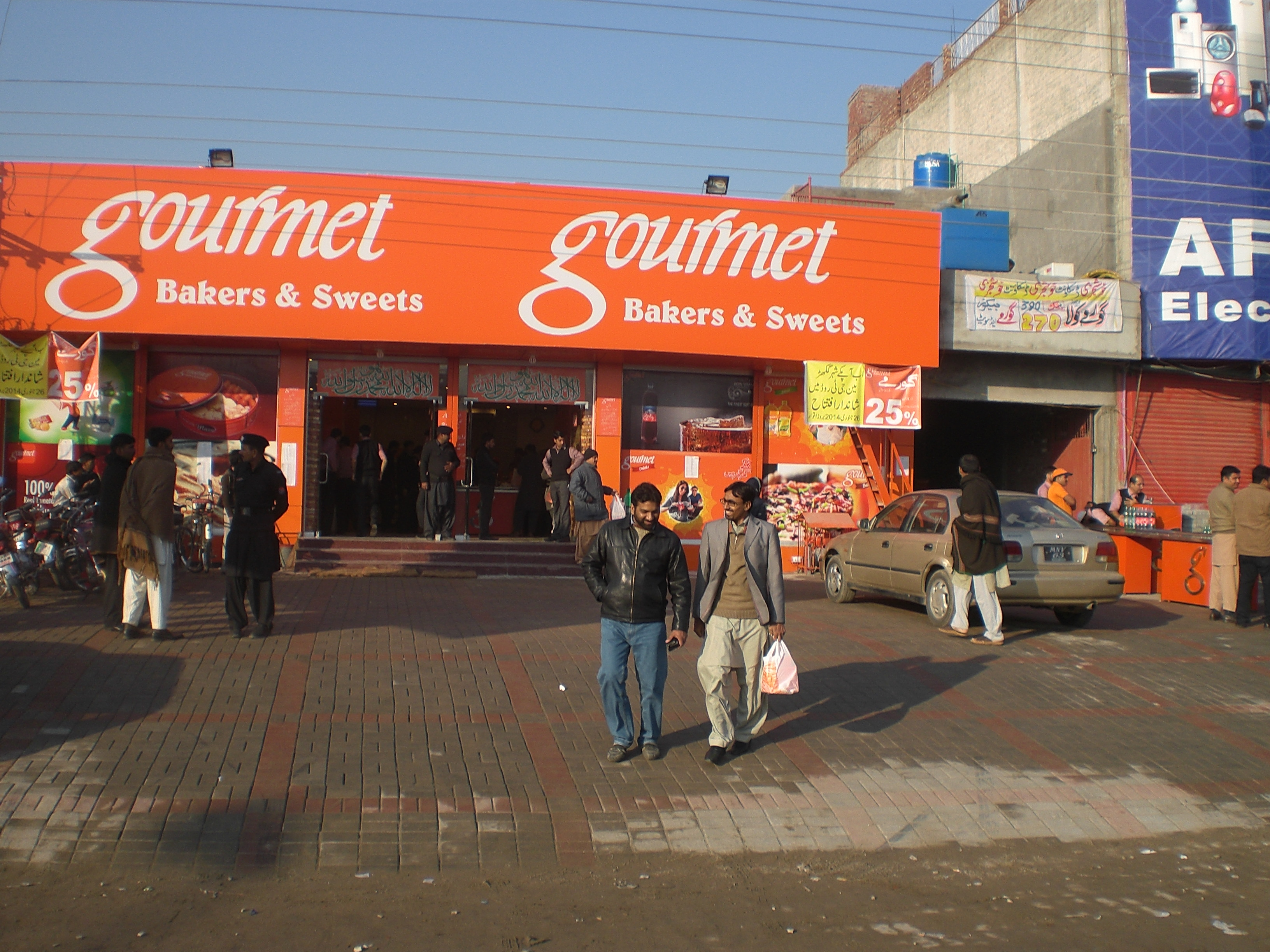
Gourmet Bakers and Sweets